# Christoph von Hellwig

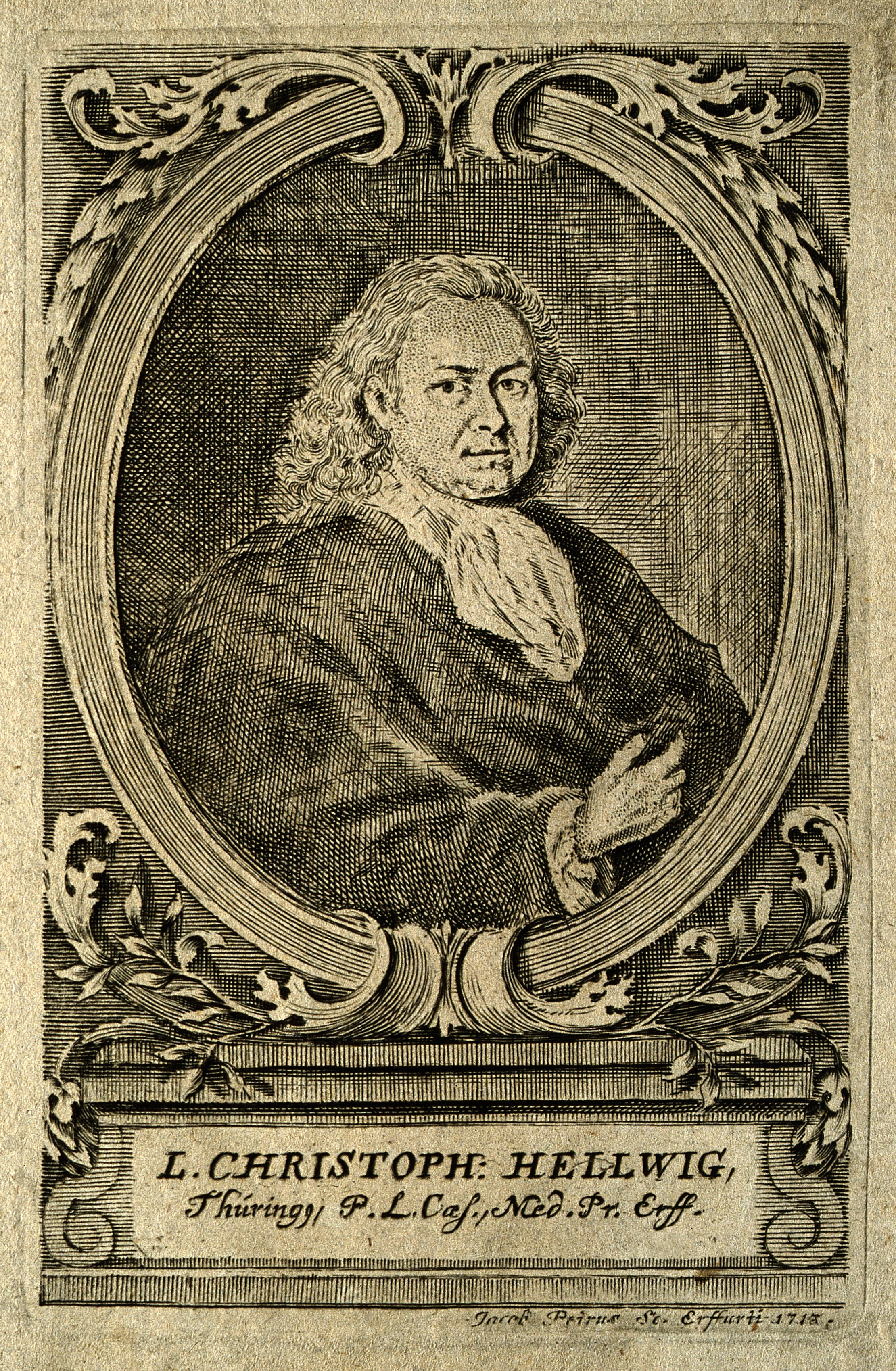

Christoph von Hellwig, vor 1716 auch Christoph Hellwig (* 15. Juli 1663 in Kölleda; † 27. Mai 1721 in Erfurt) war ein deutscher Arzt, Stadtphysicus zu Tennstedt und Erfurt, Publizist und Schöpfer eines „Hundertjährigen Kalenders“. Seine Pseudonyme sind Valentin Kräutermann, Caspar Schröder und Constans Alitophilus Hertzberger.

## Leben und Wirken

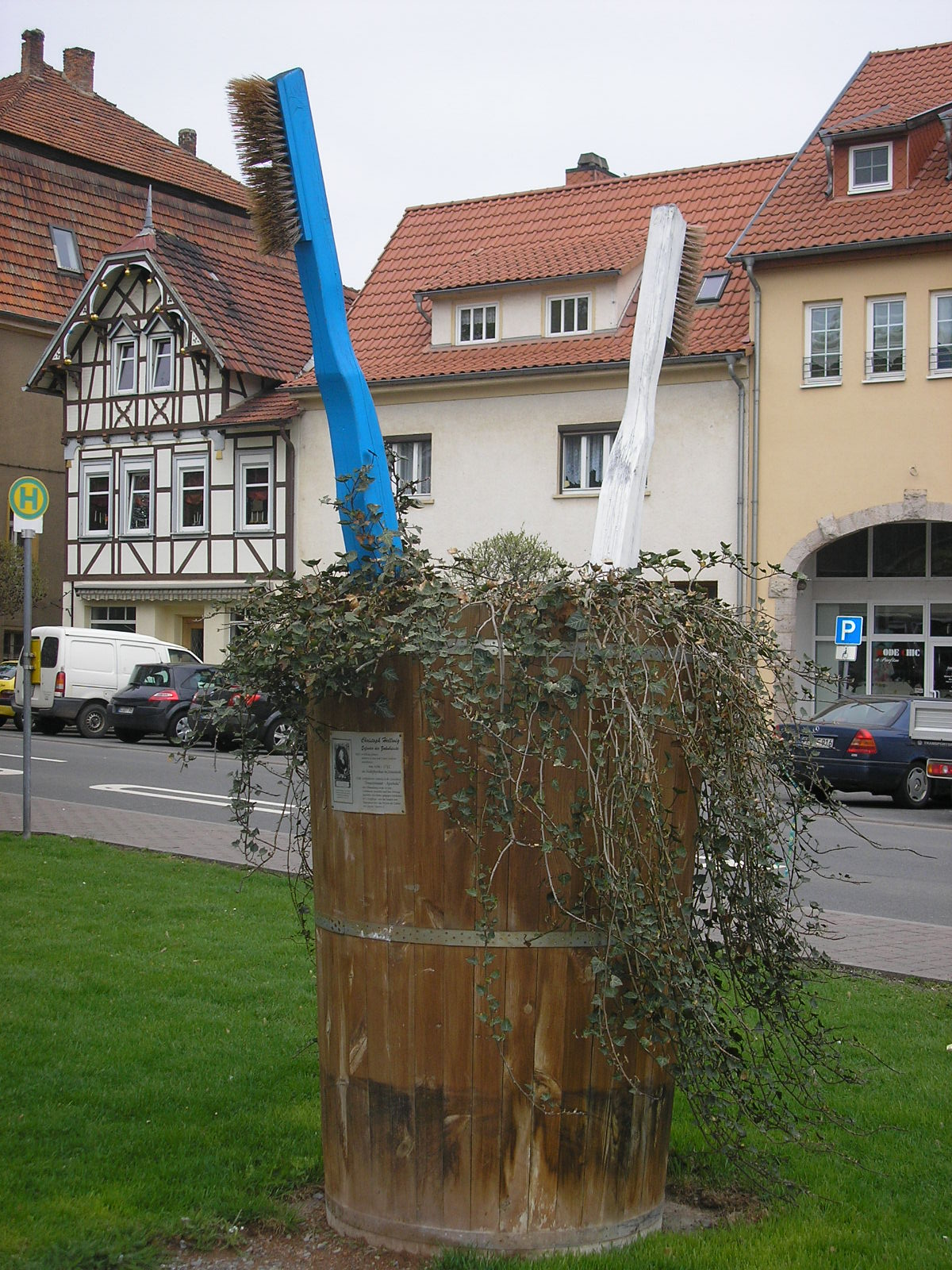
Das Zahnbürstendenkmal zu Ehren Hellwigs auf dem Markt in Bad Tennstedt

Christoph Hellwig studierte, unterbrochen von einer Studienreise, von 1681 bis 1688 Medizin in Jena und Erfurt. Er wirkte ab 1689 als Arzt in Weißensee und (als Lizentiat) ab 1693 in Frankenhausen. 1696 wurde er Physikus in Tennstedt, wo er um 1700 eine Zahnbürste erfand und in Umlauf brachte.

## Werke
Um sich besser seiner Publikationstätigkeit widmen zu können, zog er 1712 nach Erfurt. Seine etwa 50, vor allem populärmedizinischen, meist kompilatorischen Werke verfasste er in deutscher Sprache.
Hellwig hatte sich mit astrologischen und medizinischen Schriften befasst.
Hellwig verkürzte im Jahr 1700 die vom Abt für 312 Jahre erstellte und berechnete Planetentafel auf hundert Jahre, nämlich von 1701 bis 1800, und ließ den Kalender 1704 drucken. Im Jahre 1720 bekam das Werk durch den Erfurter Verleger Weinmann den Namen „Hundertjähriger Kalender“.

## Schriften
- Thesaurus Pharmaceuticus, oder Apothecker-Schatz : worinnen nach dem lateinisch-teutschen, und teutsch-lateinischen Alphabet diejenigen Stücke, welche in denen Officinis Pharmaceuticis, oder Apothecken vorkommen, und im Gebrauch sind, zufinden; nicht weniger auch, was man vor Praeparata hat, nebst denen beygefügten Kräfften, Tugenden und Dosibus; Wozu noch der Tax eines jeden Stückes nach dem Leipziger Fuß eingerichtet beygefüget worden; Jedweden nützlich, sonderl. aber denenjenigen nöthig, welche der edlen Medicin, Apothecker- und Wundartzt-Kunst zugethan. Groschuff, Leipzig 1711.
- Allzeitfertiger Hauß-Verwalter, darstellend Ein vollkommen Blumen- und Küchen-Garten-Buch, Nebst Regulirung einer Baum-Schule, Darinnen Was alle Monate durch das gantze Jahr bey der Haußhalt- und Verwaltung in acht zunehmen ist/ angewiesen wird. Allen curieusen Liebhabern zu grossen Nutzen mit sonderbahren Figuren und nöthigen Registern dargeleget. Ritschel, Frankfurt (Main); Leipzig; Erfurt 1712. Digitalisat und Volltext im Deutschen Textarchiv
- L. Christoph Hellwig: Auserlesenes Teutsch-Medicinisches Recept-Buch [...]. Artzeny-Mittel vor die meisten Kranckheiten der Mannes-Personen [...]. Arnstadt 1715; Neudruck Lindau 1979.
- Das in der Medicin gebräuchlichste Regnum animale oder Thier-Reich. Frankfurt/Leipzig 1716.
- Wohlerfahrner englischer und jetzo ins Teutsche übersetzte Hauß-Artzt : in sich haltend Die aller raresten und nützlichsten Curen der Menschen, in unterschiedlichen Theilen ... Franckfurt 1719.
- Neu-entdeckte Heimlichkeiten des Frauenzimmers ... Frankfurt u. a. 1714 u.ö. (bis 1779).
  - Neu-entdeckte Heimligkeiten des Frauenzimmers : bestehend in 3 Theilen, wovon der erste eine vollkommene Beschreibung von Erzeugung der Menschen, sambt der Natur, Schönheit, Eigenschafft, Gebrechen und Zufällen. 2. Auserlesene curieuse erörterte medicinische und physicalische Fragen, sambt den neuesten Observationibus. 3. Von der Diaet, rechtem Gebrauch der Speise und Tranck. 4. Auflage. Franckfurth : Niedt, 1725.
  - Valentini Kräutermanns ... Besonderer Theil von denen entdeckten Heimligkeiten des Frauenzimmers : in welchen die heilsamsten und bewährtesten Artzney-Mittel für alle, dem weibl. Geschlechte zustossende Kranckheiten und Maladien zu finden ; nach der Methode des welt-berühmten Herrn D. Wedelii und anderer hochberühmten Medicorum abgehandelt ; nebst einem zweyfachen Register. Arnstadt 1721.
  - Neu-entdeckte Heimlichkeiten des Frauenzimmers : bestehend in 3 Theilen, wovon der erste eine vollkommene Beschreibung von Erzeugung der Menschen, samt der Natur, Schönheit, Eigenschafft, Gebrechen und Zufällen. 2. Auserlesene curieuse erörterte medicinische und physicalische Fragen, samt denen neuesten Observationibus. 3. Von der Diaet, rechtem Gebrauch der Speise und Tranck, als von Garten-Früchten .... - 6. Auflage. Arnstadt : Beumelburg, 1746.
- Valentini Kräutermanns getreuer, sorgfältiger und geschwinder Kinder-Artzt : welcher die auserlesensten, sichersten und bewährtesten Artzney- und Hauss-Mittel, vor alle und jede Krankheiten junger und erwachsener Kinder, an die Hand giebet, aus bewährter Medicorum Schrifften, theils auch aus eigner Experientz, vornehmlich aber nach der Methode des seel. Herrn D. Wedelii, nebst nöthigen Registern ans Licht gestellet. Franckfurth [u. a.] : Niedt, 1722.
- Valentini Kräutermanns Curieuser und vernünfftiger Urin-Artzt : welcher eines Theils lehret und zeiget, wie man aus dem Urin nicht allein die meisten und vornehmsten Kranckheiten des menschlichen Leibes nach gewissen Kunst-Regeln der Medicin, gründlich erkennen, sondern auch wie ein vernünfftiges Judicium davon zu fällen sey. Andern Theils: Wie man auch aus dem Puls den Zustand des Geblütes, die Stärcke und Schwäche der Lebens-Geister, Ab- und Zunahme der Kranckheit ersehen solle. Franckfurt : Niedt, 1724; 3. Auflage. Arnstadt und Leipzig 1738; 4. Auflage. Johan Jacob Beumelburg, Frankfurt am Main 1748.
- Der curieuse und vernünfftige Zauber-Artzt : welcher lehret und zeiget, wie man nicht alleine ex triplici Regno curieuse Artzneyen verfertigen, sondern auch per Sympathiam et Antipathiam, Transplantationem, Amuleta et Magiam naturalem, oder vermeynte Hexerey, die vornehmsten Kranckheiten des menschlichen Leibes glücklich curiren könne. Zum andernmahl ans Licht gestellet. Franckfurt und Leipzig ; Arnstadt : Niedt, 1726.
- Valentin Kräutermann: Der sichere Augen- und Uahn-Artzt, Oder acurate Beschreibung Aller und ieden Augen- und Zahn-Gebrechen, Nebst Deutlichen Unterrichte, Wie solchen bey Zeiten vorzukommen, oder auch glücklich zu curiren sind. Arnstadt 1732; Neudruck Leipzig 1983.
- Neu-vermehrtes historisch-medicinisches Regnum minerale oder Metallen- und Mineralien-Reich. - Franckfurt : Niedt, 1726.
- Die mit gutem Grund, Klugheit und Vorsichtigkeit angefangene und glücklich ausgeübte Praxis-medica [Praxis medica] : in welcher kürtzlich, doch gründlich gezeiget wird, was ein Neo-Practicus vor einen Selectum bey denen Medicamentis purgantibus und alternantibus zu machen, wie er eine Kranckheit wohl erkennen, seine Indicationes recht formiren und sicher einrichten solle. - Arnstadt : Beumelburg, 1734.
- Die bestürmte, aber entsetzte Residentz der Vernunfft oder von dem Gedächtniß, wie dasselbe bis ins hohe Alter gut zu erhalten, das geschwächte zu stärcken und das verlohrne wieder zu bringen sey : nebst etlichen insonderheit zwey hindangefügten UniversalArtzneyen, sich bis in ein sehr hohes Alter gesund und bey jugendlichen Kräfften zu erhalten. Arnstadt : Beumelburg, 1745.
- Der curieuse und vernünfftige Zauber-Artzt : welcher lehret und zeiget, wie man nicht alleine ex triplici Regno curieuse Artzeneyen verfertigen, sondern auch per Sympathiam et Antipathiam, Transplantationem, Amuleta et Magiam naturalem, oder vermeynte Hexerey, die vornehmsten Kranckheiten des menschlichen Leibes glücklich curiren könne. 5. Aufl. - Arnstadt : Beumelburg, 1748.
- Valentini Kräutermanns, Lehre von den untrüglichen Kennzeichen des Urins, des Pulses, der Temperamenten, und des Blutes. Augsburg 1788 (Digitalisat)